# Јурмала
Јурмала (лет. Jūrmala – „Обала“;   – „Ришка Плажа“; пољ. Jurmała) је пети по величини град у Летонији, смештен у средишњем делу државе, близу главног града Риге. Град чини и самосталну градску општину.
Јурмала је најзначајније и најпознатије приморско летовалиште Летоније на Балтичком мору, пре свега захваљујући приградском положају у односу на Ригу.

## Географија
Град Јурмала је смештен у средишњем делу Летоније. Од главног града Риге град је удаљен свега 20 км западно (преко предграђа градови су спојени).
Рељеф: Јурмала се налази у историјској покрајини Видземији. Град се развио на обали Ришког залива Балтичког мора, код ушћа реке Лиелупе у море. Тле око града је равничарско и мочварно.
Клима: У Јурмали влада континентална клима.
Воде: Град Јурмала се образовао на обали Ришког залива Балтичког мора, на полуострву између мора и реке Лиелупе, које дугачко 25 km, а широко око 3 km. Град се стога развио великом дужином ка мору, што је било идеално за развој летовалишта.

## Историја
Подручје Јурмале било је насељено још у време праисторије. Све до 19. века овде се налазило неколико малих, приморских села, која су се развојем туризма развила у градско насеље током 19. и почетком 20. века.
1920. године Јурмала је прикључена новооснованој Летонији. 1940. године прикључена је Совјетском Савезу, али је ускоро пала у руке Трећег рајха (1941–44). После рата град је био у саставу Летонске ССР, да би се поновним успостављањем летонске независности 1991. године нашао у границама Летоније. Статус града Јурмала је добила тек 1959. године.
Овде постоји ФК Спартакс Јурмала.

## Становништво
| Година       |
| Становништво |
| ------------ |

Са приближно 55 хиљада становника Јурмала је пети град по величини у Летонији. Међутим, од времена независности (1991. година) број становника је опао (1989. – преко 60 хиљада ст.). Разлога за ово је неколико – исељавање Руса и другим „совјетских“ народа у матице, одлазак младих у иностранство или Ригу због безперспективности и незапослености, негативан прираштај.
Етнички састав: Матични Летонци чине нешто више од половине градског становништва. Национални састав је следећи:
- Летонци: 50%
- Руси: 36%
- Белоруси: 4%
- Украјинци: 3%
- Пољаци 2%
- остали: 6%

## Знаменитости
Јурмала је позната као најважније летонско летовалиште на Балтику, а некада је била позната и у целом Совјетском Савезу. Најважнија одлика која допринела наглом развоју туризма је близина Риге и потреба њених становника за викенд-туризмом, али и посебна ветровитост насеља, која му да је одлике „ваздушне бање“.

## Партнерски градови
- Anadia
- Ешилструна
- Јакобстад
- Кабур
- Terracina
- Јевле
- Паланга
- Казањ
- Туркменбаши
- Алушта
- Gävle Municipality

## Галерија
- Градска римокатоличка црква
- Тип старе куће за одмор
- Хотел из времена комунизма
- комунистички блокови